# Guacamai noble
El guacamai noble (Diopsittaca nobilis) és un ocell de la família dels Psitàcids.

## Subespècies
S'han descrit tres subespècies:
- D. n. nobilis (Linnaeus, 1758), de Veneçuela oriental, Guaianes i Brasil septentrional.
- D. n. cumanensis (Lichtenstein, 1823). del nord de Brasil al sud de l'Amazones.
- D. n. longipennis Neumann, 1931. De Brasil central i meridional, nord-est de Bolívia i sud-est del Perú.

Alguns autors junten les dues últimes subespècies en una espècie diferent, considerant l'existència de dues espècies:
- guacamai noble septentrional (Diopsittaca nobilis).
- guacamai noble meridional (Diopsittaca cumanensis).

## Origen
Brasil, Guaianes, Surinam i Veneçuela.

## Hàbitat
Zones de sabana o selva oberta. Ocasionalment en plantacions.

## Alimentació
Llavors, fruites, nous i flors.

## Descripció
Amb tan sols prop de 30 cm de llarg, aquests són els guacamais més petits de la natura, i també són anomenats guacamais nans. A més de la seva mida petita, el guacamai noble es distingeix igualment per les seves "espatlles" (part superior de l'ala) vermelles, contrastant amb el verd que caracteritza la resta del seu cos.
En aquesta raça no existeix dimorfisme sexual, és a dir, mascles i femelles són físicament idèntics. L'única manera de determinar el sexe d'una d'aquestes aus és fent un examen d'ADN.
Els guacamais nobles són aus calmes, gentils, intel·ligents i juganeres, les quals viuen per estimar i ser estimades.
Origen: nord de Brasil, est de Veneçuela i les Guaianes.
Expectativa de vida: 20 a 35 anys.
Nom científic: Diopsittaca nobilis o Ara nobilis
distribució: Est de Veneçuela, Nord de Brasil i les Guaianes
família: Psittacidae (psitàcids).
Dimensions: 28 per 33 cm.

## Temperament
Els guacamais nobles són aus calmes, gentils, intel·ligents i juganeres, les quals viuen per estimar i ser estimades. Són en general, com els lloros, aus molt sociables, encara que per això necessiten ser socialitzades des d'aviat al costat de tots els membres de la família, perquè no s'habituïn a una sola persona. Són molt properes al seu amo i necessiten molta atenció perquè no es deprimeixin.
Són mascotes excepcionals quan són criades a mà, molt intel·ligents, i requereixen joguines desafiadores a la seva disposició per entretenir-se. Els agrada els nens, però cal també que ells les respectin. De vegades poden ser una mica sorollosos, normalment quan s'entusiasmen o s'espanten, en reacció a altres aus o com a manera de cridar l'atenció.
Independentment del seu sexe, els guacamais nobles tenen bastant facilitat per a aprendre a repetir paraules i frases amb una clara pronúncia, així com per a assimilar trucs. No obstant això, aquesta habilitat varia segons l'exemplar.